# Gräberntunnel
Der Gräberntunnel ist ein zweiröhriger Autobahntunnel im Zuge der Süd Autobahn A2 in Kärnten, Österreich. Namensgebend ist die Ortschaft Gräbern, die vom Tunnel unterfahren wird. Die Länge der Weströhre beträgt 2.148 m, die der Oströhre 2.144 m.
Die erste Röhre wurde am 26. Juli 1986 im Zuge der Eröffnung der A2 zwischen Bad St. Leonhard und Wolfsberg eröffnet. Zwischen Bad St. Leonhard und Wolfsberg Nord wurde die Autobahn nur im Halbausbau errichtet, weshalb auch die Errichtung der zweiten Röhre auf spätere Zeiten verschoben wurde.
Nach dem verheerenden Tunnelbrand im Tauerntunnel am 29. Mai 1999 wurde rasch der Ausbau sämtlicher Tunnel in Österreich beschlossen. Mit dabei war auch die zweite Röhre des Gräberntunnels.
Am 16. Juli 2001 erfolgte der Baubeginn. Bereits am 27. Juli 2002 erfolgte der Tunneldurchschlag. Sämtliche anderen Arbeiten (Herstellung der Fahrbahn, elektromaschinelle Ausrüstung usw.) konnten termingerecht bis zum 28. Oktober 2003 erledigt werden.
Danach erfolgte die Generalsanierung der Oströhre. Bis zum 25. Juni 2004 konnten auch diese Arbeiten fristgerecht erledigt werden. Seitdem ist der Gräberntunnel zweiröhrig befahrbar.